# キャンプ・ハーディー
キャンプ・ハーディー（Camp Hardy）は沖縄県宜野座村字松田にあった米軍基地。1952年に強制接収されたが、1975年に返還された。陸軍特殊部隊（グリーンベレー）の多目的訓練場として、各種の火器類の実弾演習等に使用されていた。極秘の原子砲（アトミック・キャノン）の実射訓練場でもあった。現在は国際交流村として利用されている。

## 概要
場所: 宜野座村字松田
返還面積: 267千㎡
1952年に強制接収され、陸軍アジア地域援助第一特殊部隊（グリーンベレー）の多目的訓練場として、原子砲の実射訓練、各種の火器類の実弾演習等に使用される。現在、国際交流村敷地として利用されている。

## 歴史
- 1952年8月1日、松田区の布流石一帯の約7万5,756坪の土地が布令第91号により強制接収され、米陸軍の実弾射撃訓練場となった。
- 1955年、原子砲 (アトミック・キャノン) が配備され、米陸軍特殊部隊（グリーンベレー）の多目的訓練場となる。
- 1955年10月25日、宜野座村松田小学校校舎からわずか100メートルほどの場所にM65 280mmカノン砲が設置され、射撃訓練が行われた。これにより、校舎はすさまじい風と轟音によって襲われ、ガラスが割れ、壁面にヒビが生じた。また、ガラスの破片が突き刺さって四人の児童が怪我をする事件が起こった[2]。しかし、事故後も訓練区域での高射砲、原子砲の射撃訓練は継続され、訓練のたびに村役場より演習通報が通告されていた[3]。 機密解除された琉球列島高等弁務官ランパートへの地元の教職員の抗議文によると、前年度にも基地内で米軍兵士の死傷者が出ていることが記されている。小学校や住宅からこれほど隣接していながらも、有刺鉄線と立札以外には、ほとんど予防措置はとられていなかった[4]。
- 1969年7月18日の知花弾薬庫内でのVXガス事故問題 (レッドハット作戦)に関連し、化学兵器撤去キャンプ瑞慶覧にある2米陸軍の267化学中隊 (267 Chemical Company)が、1963年、キャンプ・ハーディーや浮原島など計４カ所で毒ガスVX兵器の実験を行っていた[5]。
- 1975年3月31日、土地の全面返還[6]。現在は返還され、宜野座村国際交流村として利用されている。

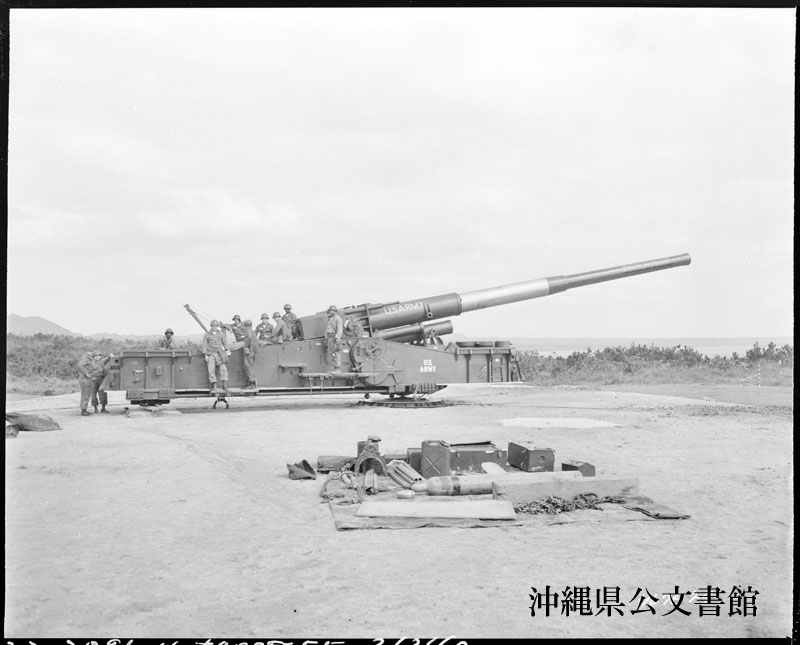
M65 280mmカノン砲の発射準備をする第663野戦砲兵大隊 (1955年11月)

### 「アトミック・キャノン」実射訓練
米国陸軍通信隊の記録には、1955年11月に撮影された、発射準備中のM65 280mmカノン砲「アトミックキャノン」の2枚の写真が残っている。
2019年5月、ピューリッツア賞最終候補のジャーナリスト、アニー・ジェイコブセンが『奇襲し殺し消える ～ CIA のパラミリタリー陸軍と工作員と暗殺者』を出版。1960年代のキャンプ・ハーディーは米陸軍特殊部隊グリーン・ライト・チーム(Green Light Teams) の W54 (特殊核爆破資材) SADM (Special Atomic Demolition Munition) の極秘訓練拠点だったことを証言で明らかにしている。またジャングルを想定した実弾訓練もおこなわれていた。
第1特殊作戦グループ（1st SFG）のアジア特殊作戦部隊（SAFASIA）はキャンプ・ハーディーはじめとして沖縄に訓練の拠点を置いていた。